# Semiothisa aspila
Semiothisa aspila là một loài bướm đêm trong họ Geometridae.